# Elecciones generales de Italia de 1953
Las elecciones generales se celebraron en Italia el domingo 7 de junio de 1953, para elegir al Segundo Parlamento Republicano. Eran una prueba para la coalición centrista gobernante liderada por el primer ministro Alcide De Gasperi.

## LaLey Fraude
La elección se caracterizó por cambios en la ley electoral. Incluso si la estructura general permanecía incorrupta, el gobierno introdujo un superbonus de dos tercios de escaños en la Cámara para la coalición que obtendría en general la mayoría absoluta de votos. El cambio fue rechazado enormemente por los partidos opositores, así como por los socios más pequeños de la coalición de DC, que no tenían posibilidades reales de éxito. La nueva ley fue llamada Ley Fraude por sus detractores, incluyendo algunos disidentes de partidos gubernamentales menores que fundaron grupos de oposición especiales para impedir el crecimiento artificial de la Democracia Cristiana.

## Contexto histórico
En la década de 1950, Italia se convirtió en miembro fundador de la alianza de la OTAN (1949), miembro de las Naciones Unidas (1955) y aliado de los Estados Unidos, que ayudó a reactivar la economía italiana a través del Plan Marshall. En los mismos años, Italia también se convirtió en miembro fundador de la CECA (1952) y de la Comunidad Económica Europea (1957), que posteriormente se convirtió en la Unión Europea. A finales de la década de 1950 el impresionante crecimiento económico se denominó "Milagro económico". Las familias italianas utilizaron su nueva riqueza para comprar bienes de consumo duraderos por primera vez. Entre 1958 y 1965, el porcentaje de familias propietarias de una televisión aumentó del 12% al 49%, las lavadoras del 3% al 23% y los refrigeradores del 13% al 55%.
Las principales áreas de apoyo a la Democracia Cristiana (a veces conocidas como "tanques de votación") eran las zonas rurales en el sur, el centro y el nordeste de Italia, mientras que el noroeste industrial tenía más apoyo a la izquierda debido a la mayor clase trabajadora. Una excepción interesante fueron las "regiones rojas" (Emilia Romagna, Toscana, Umbría), donde el Partido Comunista Italiano ha tenido históricamente un amplio apoyo. Esto se considera una consecuencia de los contratos de explotación de la aparcería ("mezzadria") particulares utilizados en estas regiones.
La Santa Sede apoyó activamente a la Democracia Cristiana, juzgando que sería un pecado mortal para un católico votar por el Partido Comunista y amenazando con excomulgar a todos sus partidarios. En la práctica, sin embargo, muchos comunistas seguían siendo religiosos: Emilia era conocida por ser un área donde la gente era religiosa y comunista a la vez. Giovanni Guareschi escribió sus novelas sobre Don Camillo describiendo un pueblo, Brescello, cuyos habitantes son al mismo tiempo leales al sacerdote Camillo y al alcalde comunista Peppone, que eran rivales feroces.
En 1953, una Comisión Parlamentaria sobre la pobreza estimó que el 24% de las familias italianas estaban "desamparadas" o "en dificultades", el 21% de las viviendas estaban superpobladas, el 52% de los hogares en el sur carecía de agua potable y sólo el 57% tenía un lavabo. En la década de 1950, se pusieron en marcha varias reformas importantes: la reforma agraria (legge Scelba), la reforma fiscal (legge Vanoni), y el país disfrutó de un período de extraordinario desarrollo económico (miracolo economico, milagro económico). En este período de tiempo, se produjo una masiva transferencia de población, desde el empobrecido sur hasta el floreciente norte industrial. Esto sin embargo exacerbó los contrastes sociales, incluso entre la vieja "aristocracia obrera" y los nuevos inmigrantes menos cualificados (operaio-massa) de origen meridional. Además, siguió existiendo una gran brecha entre ricos y pobres. A finales de los años sesenta, se estimaba que 4 millones de italianos (de una población de 54,5 millones) estaban desempleados, subempleados o eran trabajadores temporales. Como señaló el historiador Paul Ginsborg, la sociedad afluente a esta sección de la población italiana "podría haber significado un televisor pero muy poco más".

## Partidos y líderes
| Partido | Partido                                        | Ideología               | Líder                |
| ------- | ---------------------------------------------- | ----------------------- | -------------------- |
|         | Democracia Cristiana (DC)                      | Democracia cristiana    | Alcide De Gasperi    |
|         | Partido Comunista Italiano (PCI)               | Comunismo               | Palmiro Togliatti    |
|         | Partido Socialista Italiano (PSI)              | Socialismo democrático  | Pietro Nenni         |
|         | Partido Nacional Monárquico (PNM)              | Conservadurismo         | Alfredo Covelli      |
|         | Movimiento Social Italiano (MSI)               | Neofascismo             | Augusto De Marsanich |
|         | Partido Socialista Democrático Italiano (PSDI) | Socialdemocracia        | Giuseppe Saragat     |
|         | Partido Liberal Italiano (PLI)                 | Liberalismo conservador | Bruno Villabruna     |
|         | Partido Republicano Italiano (PRI)             | Socioliberalismo        | Oronzo Reale         |

## Resultados
La campaña de rechazo de la oposición contra la Ley Fraude alcanzó su objetivo. La coalición centrista (DC, PSDI, PLI, PRI, SVP, PSAZ) logró un 49,9% de voto nacional, llegando a unos pocos miles de votos por debajo del umbral de una mayoría de dos tercios. En cambio, la elección resultó en una distribución proporcional ordinaria de los asientos. Los partidos menores disidentes resultaron determinantes para el resultado final, especialmente la Alianza Democrática Nacional, de corta vida. El partido líder, la Democracia Cristiana, no repitió el extraordinario resultado de cinco años antes, el cual había sido obtenido bajo condiciones especiales ligadas a la Guerra Fría, y perdió muchos votos a favor de partidos más a la derecha, que incluyó el resurgir de movimientos políticos fascistas, particularmente en el sur de Italia.
Técnicamente, el gobierno ganó las elecciones, alcanzando la mayoría de los escaños en ambas cámaras. Pero la frustración por la falta del resultado esperado causó grandes problemas a la coalición gobernante. De Gasperi se vio obligado a dimitir, forzado por el Parlamento, el 2 de agosto: el estadista de Trentino, por consiguiente, se retiró y murió doce meses después. La legislatura continuó con gobiernos débiles y con partidos menores negando responsabilidades institucionales. Giuseppe Pella subió al poder, pero cayó después de tan solo cinco meses, después de fuertes disputas sobre el estatus del Territorio Libre de Trieste que Pella reclamaba. Amintore Fanfani no recibió un voto de confianza, Mario Scelba y Antonio Segni siguieron con coaliciones centristas más tradicionales apoyadas por el PSDI y el PLI: bajo la administración del primero, el problema de Trieste fue cerrado con la cesión de Koper a Yugoslavia. El término parlamentario finalizó con el gobierno minoritario presidido por Adone Zoli, finalizando una legislatura que debilitó enormemente el gabinete del primer ministro, sostenido por seis diversos gobernantes.

### Cámara de Diputados
|                                    |                                                |            |       |         |       |
| Partido                            | Partido                                        | Votos      | %     | Escaños | +/−   |
|                                    | Democracia Cristiana (DC)                      | 10.862.073 | 40,10 | 263     | −41   |
|                                    | Partido Comunista Italiano (PCI)               | 6.120.809  | 22,60 | 143     | +13   |
|                                    | Partido Socialista Italiano (PSI)              | 3.441.014  | 12,70 | 75      | +22   |
|                                    | Partido Nacional Monárquico (PNM)              | 1.854.850  | 6,85  | 40      | +26   |
|                                    | Movimiento Social Italiano (MSI)               | 1.582.154  | 5,84  | 29      | +23   |
|                                    | Partido Socialista Democrático Italiano (PSDI) | 1.222.957  | 4,51  | 19      | −14   |
|                                    | Partido Liberal Italiano (PLI)                 | 815.929    | 3,01  | 13      | −6    |
|                                    | Partido Republicano Italiano (PRI)             | 438.149    | 1,62  | 5       | −4    |
|                                    | Unidad Socialista Independiente (USI)          | 225.409    | 0,83  | 0       | Nuevo |
|                                    | Unidad Popular (UP)                            | 171.099    | 0,63  | 0       | Nuevo |
|                                    | Partido Popular Sudtirolés (SVP)               | 122.474    | 0,45  | 3       | ±0    |
|                                    | Alianza Democrática Nacional (ADN)             | 120.685    | 0,45  | 0       | Nuevo |
|                                    | Partido Sardo de Acción (PSd'Az)               | 27.231     | 0,10  | 0       | −1    |
|                                    | Otros                                          | 82.886     | 0,31  | 0       | ±0    |
| Votos válidos                      | Votos válidos                                  | 27.087.701 | 95,36 | –       | –     |
| Votos inválidos/en blanco          | Votos inválidos/en blanco                      | 1.318.778  | 4,64  | –       | –     |
| Total                              | Total                                          | 28.406.479 | 100   | 590     | +16   |
| Votantes registrados/participación | Votantes registrados/participación             | 30.272.236 | 93,84 | –       | –     |
| Fuente: Ministerio del Interior    |                                                |            |       |         |       |

| \| Voto popular \| Voto popular \| Voto popular \| Voto popular \| Voto popular \| \| ------------ \| ------------ \| ------------ \| ------------ \| ------------ \| \| Partidos \| Partidos \| \| % \| % \| \| DC \| DC \| \| 40.10 % \| 40.10 % \| \| PCI \| PCI \| \| 22.60 % \| 22.60 % \| \| PSI \| PSI \| \| 12.70 % \| 12.70 % \| \| PNM \| PNM \| \| 6.85 % \| 6.85 % \| \| MSI \| MSI \| \| 5.84 % \| 5.84 % \| \| PSDI \| PSDI \| \| 4.51 % \| 4.51 % \| \| PLI \| PLI \| \| 3.01 % \| 3.01 % \| \| PRI \| PRI \| \| 1.62 % \| 1.62 % \| \| Otros \| Otros \| \| 2.77 % \| 2.77 % \| |          |  |         |         |
| Voto popular |          |  |         |         |
| Partidos | Partidos |  | %       | %       |
| DC | DC       |  | 40.10 % | 40.10 % |
| PCI | PCI      |  | 22.60 % | 22.60 % |
| PSI | PSI      |  | 12.70 % | 12.70 % |
| PNM | PNM      |  | 6.85 %  | 6.85 %  |
| MSI | MSI      |  | 5.84 %  | 5.84 %  |
| PSDI | PSDI     |  | 4.51 %  | 4.51 %  |
| PLI | PLI      |  | 3.01 %  | 3.01 %  |
| PRI | PRI      |  | 1.62 %  | 1.62 %  |
| Otros | Otros    |  | 2.77 %  | 2.77 %  |

| \| Escaños \| Escaños \| Escaños \| Escaños \| Escaños \| \| -------- \| -------- \| ------- \| ------- \| ------- \| \| Partidos \| Partidos \| \| % \| % \| \| DC \| DC \| \| 44.85 % \| 44.85 % \| \| PCI \| PCI \| \| 24.24 % \| 24.24 % \| \| PSI \| PSI \| \| 12.71 % \| 12.71 % \| \| PNM \| PNM \| \| 6.78 % \| 6.78 % \| \| MSI \| MSI \| \| 4.92 % \| 4.92 % \| \| PSDI \| PSDI \| \| 3.22 % \| 3.22 % \| \| PLI \| PLI \| \| 2.20 % \| 2.20 % \| \| PRI \| PRI \| \| 0.85 % \| 0.85 % \| \| Otros \| Otros \| \| 0.81 % \| 0.81 % \| |          |  |         |         |
| Escaños |          |  |         |         |
| Partidos | Partidos |  | %       | %       |
| DC | DC       |  | 44.85 % | 44.85 % |
| PCI | PCI      |  | 24.24 % | 24.24 % |
| PSI | PSI      |  | 12.71 % | 12.71 % |
| PNM | PNM      |  | 6.78 %  | 6.78 %  |
| MSI | MSI      |  | 4.92 %  | 4.92 %  |
| PSDI | PSDI     |  | 3.22 %  | 3.22 %  |
| PLI | PLI      |  | 2.20 %  | 2.20 %  |
| PRI | PRI      |  | 0.85 %  | 0.85 %  |
| Otros | Otros    |  | 0.81 %  | 0.81 %  |

### Senado de la República
|                                    |                                                |            |       |         |       |
| Partido                            | Partido                                        | Votos      | %     | Escaños | +/−   |
|                                    | Democracia Cristiana (DC)                      | 9.660.210  | 39,76 | 112     | −19   |
|                                    | Partido Comunista Italiano (PCI)               | 4.910.077  | 20,21 | 52      | +6    |
|                                    | Partido Socialista Italiano (PSI)              | 2.891.605  | 11,90 | 26      | −15   |
|                                    | Partido Nacional Monárquico (PNM)              | 1.581.128  | 6,51  | 14      | +10   |
|                                    | Movimiento Social Italiano (MSI)               | 1.473.645  | 6,07  | 9       | +8    |
|                                    | Partido Socialista Democrático Italiano (PSDI) | 1.046.301  | 4,31  | 4       | −4    |
|                                    | Partido Liberal Italiano (PLI)                 | 695.816    | 2,86  | 3       | −4    |
|                                    | Partido Republicano Italiano (PRI)             | 261.713    | 1,08  | 0       | −4    |
|                                    | Unidad Popular (UP)                            | 172.545    | 0,71  | 0       | Nuevo |
|                                    | Alianza Democrática Nacional (ADN)             | 165.845    | 0,68  | 1       | Nuevo |
|                                    | Partido Popular Sudtirolés (SVP)               | 107.139    | 0,44  | 2       | ±0    |
|                                    | Otros                                          | 1.330.253  | 5,48  | 14      | ±0    |
| Votos válidos                      | Votos válidos                                  | 24.296.277 | 95,34 | –       | –     |
| Votos inválidos/en blanco          | Votos inválidos/en blanco                      | 1.186.924  | 4,66  | –       | –     |
| Total                              | Total                                          | 25.483.201 | 100   | 237     | ±0    |
| Votantes registrados/participación | Votantes registrados/participación             | 27.172.871 | 93,78 | –       | –     |
| Fuente: Ministerio del Interior    |                                                |            |       |         |       |

| \| Voto popular \| Voto popular \| Voto popular \| Voto popular \| Voto popular \| \| ------------ \| ------------ \| ------------ \| ------------ \| ------------ \| \| Partidos \| Partidos \| \| % \| % \| \| DC \| DC \| \| 39.76 % \| 39.76 % \| \| PCI \| PCI \| \| 20.21 % \| 20.21 % \| \| PSI \| PSI \| \| 11.90 % \| 11.90 % \| \| PNM \| PNM \| \| 6.51 % \| 6.51 % \| \| MSI \| MSI \| \| 6.07 % \| 6.07 % \| \| PSDI \| PSDI \| \| 4.31 % \| 4.31 % \| \| PLI \| PLI \| \| 2.86 % \| 2.86 % \| \| PRI \| PRI \| \| 1.08 % \| 1.08 % \| \| Otros \| Otros \| \| 7.30 % \| 7.30 % \| |          |  |         |         |
| Voto popular |          |  |         |         |
| Partidos | Partidos |  | %       | %       |
| DC | DC       |  | 39.76 % | 39.76 % |
| PCI | PCI      |  | 20.21 % | 20.21 % |
| PSI | PSI      |  | 11.90 % | 11.90 % |
| PNM | PNM      |  | 6.51 %  | 6.51 %  |
| MSI | MSI      |  | 6.07 %  | 6.07 %  |
| PSDI | PSDI     |  | 4.31 %  | 4.31 %  |
| PLI | PLI      |  | 2.86 %  | 2.86 %  |
| PRI | PRI      |  | 1.08 %  | 1.08 %  |
| Otros | Otros    |  | 7.30 %  | 7.30 %  |

| \| Escaños \| Escaños \| Escaños \| Escaños \| Escaños \| \| -------- \| -------- \| ------- \| ------- \| ------- \| \| Partidos \| Partidos \| \| % \| % \| \| DC \| DC \| \| 47.26 % \| 47.26 % \| \| PCI \| PCI \| \| 21.94 % \| 21.94 % \| \| PSI \| PSI \| \| 10.97 % \| 10.97 % \| \| PNM \| PNM \| \| 5.91 % \| 5.91 % \| \| MSI \| MSI \| \| 3.80 % \| 3.80 % \| \| PSDI \| PSDI \| \| 1.69 % \| 1.69 % \| \| PLI \| PLI \| \| 1.27 % \| 1.27 % \| \| Otros \| Otros \| \| 5.06 % \| 5.06 % \| |          |  |         |         |
| Escaños |          |  |         |         |
| Partidos | Partidos |  | %       | %       |
| DC | DC       |  | 47.26 % | 47.26 % |
| PCI | PCI      |  | 21.94 % | 21.94 % |
| PSI | PSI      |  | 10.97 % | 10.97 % |
| PNM | PNM      |  | 5.91 %  | 5.91 %  |
| MSI | MSI      |  | 3.80 %  | 3.80 %  |
| PSDI | PSDI     |  | 1.69 %  | 1.69 %  |
| PLI | PLI      |  | 1.27 %  | 1.27 %  |
| Otros | Otros    |  | 5.06 %  | 5.06 %  |